# Curtiss-Wright XP-55 Ascender
El Curtiss-Wright XP-55 Ascender (també conegut com a Crtiss-Wright CW-24) fou un avió de caça de la USAF dissenyat i fabricat per la companyia nord-americana d'aviació Curtiss-Wright l'any 1940. Esdevingué resultat de la proposta del R-40C pel Cos Aèri de l'Exèrcit dels Estats Units, igual que l'XP-54 i XP-56, emesa el 24 de novembre de l'any 1939 i sol·licitant dissenys d'aeronaus poc convencionals, és a dir, un disseny inusual per a l'època. L'XP-55 comptava amb una configuració alar de tipus canard, dos estabilitzadors verticals, ales en fletxa i el motor muntat a la part darrera de l'aeronau movent una hèlix impulsora a la part posterior. L'XP-55 Ascender fou, igual que l'XP-454, dissenyat amb la configuració per a usar un motor Pratt & Whitney X-1800, quan el projecte fou cancel·lat, van veure necessari redissenyar el motor que portaria l'avió.
L'Ascender fou el primer avió de Curtiss Wright en usar un tren d'aterratge en configuració de tricicle.